# Furia (film din 1999)
Furia (titlu original: Furia) este un film francez romantic SF postapocaliptic din 1999 regizat de Alexandre Aja. Este scris de Aja și Grégory Levasseur după povestirea „Graffiti” de Julio Cortázar. Rolurile principale au fost interpretate de actorii Stanislas Merhar, Marion Cotillard și Wadeck Stanczak.

## Prezentare
În viitorul apropiat, într-o țară aflată sub o dictatură polițienească, libertatea de exprimare a fost suprimată. Ea a devenit condamnabilă. După treisprezece ani de lupte, guvernul a restabilit în sfârșit ordinea. Rezistența pare neutralizată. Toate libertățile individuale sunt acum controlate pentru menținerea păcii. Cu toate acestea, în toată țara, oameni izolați încă contestă puterea.
La vârsta de douăzeci de ani, Theo refuză acest fapt și în fiecare noapte își exprimă revolta desenând pe pereți, cu riscul de a fi arestată și ucisă. Într-o seară, se întâlnește cu Freddy și Elia, ultima are la fel o pasiune pentru desenul subversiv. Idila lor se întărește cu ieșirile lor nocturne până în ziua în care Elia este arestată.

## Distribuție
- Stanislas Merhar -  Théo
- Marion Cotillard -  Elia
- Wadeck Stanczak -  Laurence
- Pierre Vaneck -  Aaron
- Carlo Brandt -  Freddy
- Laura del Sol -  Olga
- Jean-Claude de Goros -  Tonio
- Étienne Chicot -  Quicailler
- Yash Furia - Yash Furia